# ABU 송 페스티벌
ABU 송 페스티벌(ABU Song Festivals)은 유로비전 송 콘테스트를 바탕으로 구상된 음악 경연회이다. 아시아 태평양 방송 연합이 주최한다.